# Гайликовская, Людмила Владимировна
Людмила Владимировна Гайликовская (1910—1995) — советская и российская актриса театра и кино.

## Биография
Людмила Гайликовская родилась 3 октября 1910 года.
В 1936 году окончила Театральное училище им. М. С. Щепкина. И уже 1 августа того же 1936 года она была зачислена в штат московского Малого театра. Она вводится в постановочные роли, в 1938 году сыграла Манефу в спектакле «На всякого мудреца довольно простоты». Затем — участие в других постановках: «Евгения Гранде» по одноимённому роману Бальзака, «Уриэль Акоста», «Бедность не порок»…
Миновала война 1941—1945 гг. Актриса вновь на своей сцене в ставшем родным Малом театре.
В 1946 году Людмила Владимировна Гайликовская была арестована, причина: анекдоты и карикатуры на начальство, которые она очень смешно изображала. Видно, кто-то донёс на актрису «куда следует» — Малый театр всегда был на особом привилегированном государственном положении, так уж исторически повелось, в подобных местах всегда служат сексоты.
Дальше для актрисы потянулись тяжёлые и гнетущие дни и ночи в Тайшетском лагере. Однако и там ей удалось найти себе применение — спасалась игрой в культбригаде.
После смерти Сталина, как и многие политзаключённые, была освобождена.
С 1956 по 1958 годы — актриса Хабаровского театра драмы.
С 1958 года по осень 1960 года актриса Прокопьевского театра драмы. (Кемеровская обл.)
И только с 25 октября 1961 года наконец-то восстановлена в Малом театре, где тут же была включена в постановки, где снова и снова выходила на сцену. Список её небольших ролей огромен. И как странны бывают повороты судьбы: её последней премьерой на сцене Малого театра оказалась та же роль, с которой она начинала свой путь на этой сцене, — Манефа из пьесы «На всякого мудреца довольно простоты» А. Н. Островского.
Актриса снималась в кино, работала на телевидении, участвовала в озвучивании аудиокниг, в частности, пьесы «На всякого мудреца довольно простоты» вместе с другими актёрами Малого театра.
Людмила Владимировна Гайликовская умерла 26 июля 1995 года.

## Роли

### Роли в Малом театре
- 1938 — «На всякого мудреца довольно простоты» А. Н. Островского. Режиссёр: П. М. Садовский — Манефа
- 1939 — «Евгения Гранде» О. де Бальзака. Режиссёр: К. А. Зубов — Нанетта
- 1940 — «Уриэль Акоста» К.Гуцкова. Режиссёр: И. Я. Судаков — гостья
- 1941 — «Игра интересов» Х.Бенавенте. Режиссёры: В. И. Цыганков и М. Л. Лейн — госпожа Полишинель
- 1946 — «Бедность не порок» А. Н. Островского. Режиссёр: Б. И. Никольский — Лиза
- 1946 — «Мещане» М.Горького. Режиссёр: А. Д. Дикий — Степанида
- 1961 — «Любовь Яровая» К.Тренева. Режиссёры: И. В. Ильинского и В. И. Цыганков — Дама из буржуазного общества
- 1961 — «Веер леди Уиндермиер» О.Уайльда. Режиссёр: В. Г. Комиссаржевский — Леди
- 1961 — «Ярмарка тщеславия» У.Теккерея. Режиссёры: И. В. Ильинский и В. И. Цыганков — Гостья
- 1962 — «Живой труп» Л. Н. Толстого. Режиссёр: Л. А. Волков — Зрительница на суде
- 1962 — «Крылья» А.Корнейчука. Режиссёры: К. А. Зубов и В. И. Цыганков — Надежда Степановна
- 1962 — «Гроза» А. Н. Островского. Режиссёры: В. Н. Пашенная и М. Н. Гладков — Бедная вдова
- 1962 — «Иванов» А. П. Чехова. Режиссёр: Б. А. Бабочкин — Авдотья Назаровна
- 1963 — «Горе от ума» (премьера) А. С. Грибоедова. Режиссёр: Е. Р. Симонов — Девушка
- 1963 — «Каменное гнездо» Х.Вуолийоки. Режиссёры: М. Н. Гладков и В. И. Хохряков — Старая хозяйка Нискавуори
- 1963 — «Бабьи сплетни» Карло Гольдони. Режиссёр: М. Н. Гладков — Беатриче
- 1963 — «Ярмарка тщеславия» У.Теккерея. Режиссёры: И. В. Ильинский и В. И. Цыганков — Пинер
- 1964 — «Человек из Стратфорда» С. И. Алёшина. Режиссёр: Л. А. Заславский — Хозяйка кабачка
- 1964 — «Госпожа Бовари» Г.Флобера. Режиссёры: И. В. Ильинский и А. А. Шипов — Лефрансуа
- 1964 — «Горе от ума» А. С. Грибоедова — Княгиня Тугоуховская
- 1965 — «Свои люди — сочтёмся» А. Н. Островского — Устинья Наумовна
- 1965 — «Каменное гнездо» Х.Вуолийоки — Хозяйка Марттила
- 1965 — «Герой фатерланда» Л.Кручковского. Режиссёр: В. И. Цыганков — Гостья в ратуше
- 1965 — «Порт-Артур» А. Н. Степанова и И. Ф. Попова. Режиссёры: К. А. Зубов и П. А. Марков — Пожилая гостья
- 1965 — «Власть тьмы» Л. Н. Толстого. Режиссёр: Б. И. Равенских — Баба
- 1965 — «Дачники» М.Горького. Режиссёр: Б. А. Бабочкин — Женщина с повязанной щекой
- 1966 — «Веер леди Уиндермиер» О.Уайльда — Леди Джейбург
- 1966 — «Ревизор» Н. В. Гоголя. Режиссёр: И. В. Ильинский — Пошлёпкина'
- 1966 — «Власть тьмы» Л. Н. Толстого. Режиссёр: Б. И. Равенских — Сваха
- 1967 — «Джон Рид» Е. Р. Симонова, его же постановка — Безработная
- 1967 — «Джон Рид» Е.Симонова — Донья Луиса
- 1968 — «Путешественник без багажа» Жана Ануя. Режиссёр: Л. В. Варпаховский — Кухарка
- 1969 — «Господин Боркман» Г. Ибсена. Режиссёр: А. Б. Шатрин — Горничная
- 1969 — «Высшая мера» М. Б. Маклярского и К. И. Рапопорта. Режиссёры: В. И. Хохряков и Б. Ф. Горбатов — Четкина
- 1970 — «Признание» С. А. Дангулова. Постановка Р. Н. Капланяна. Режиссёр: М. Е. Турбина — Гостья на приёме
- 1970 — «Растеряева улица» М. С. Нарокова по Г. И. Успенскому. Режиссёр: В. М. Рыжков — Глафира
- 1972 — «Достигаев и другие» М. Горького. Режиссёр: Б. А. Бабочкин — Ксения
- 1972 — «Птицы нашей молодости» И. Друцэ. Режиссёр: И. С. Унгуряну — Женщина постарше
- 1973 — «Средство Макропулоса» К. Чапека. Режиссёр: В. Б. Монахов — Уборщица
- 1973 — «Умные вещи» С. Я. Маршака. Режиссёр: Е. Р. Симонов — Старуха
- 1975 — «Горе от ума» А.Грибоедова. Режиссёр-постановщик В. Н. Иванов, руководитель постановки М. И. Царёв — Гостья
- 1977 — «Ураган» А. В. Софронова. Режиссёр: В. М. Бейлис — Клавдия
- 1978 — «Униженные и оскорблённые» Ф. М. Достоевского. Режиссёр: Е. П. Велихов — Бубнова
- 1978 — «Мамуре» Ж.Сармана. Режиссёр: Б. А. Львов-Анохин — Клоунесса
- 1979 — «Горе от ума» А.Грибоедова. Режиссёр-постановщик: В. Н. Иванов, руководитель постановки М. И. Царёв — Хлестова
- 1979 — «Потерянный рай» И.Шаркади. Режиссёр-постановщик: В. Я. Мотыль, режиссёр В. М. Бейлис — Тётушка Жофи
- 1981 — «Возвращение на круги своя» И.Друце. Режиссёр: Б. И. Равенских — Курносенкова
- 1981 — «Без вины виноватые» А. Н. Островского. Режиссёры-постановщики: В. И. Хохряков и А. В. Бурдонский, режиссёр Н. В. Кенигсон — Галчиха
- 1981 — «Лес» А. Н. Островского. Режиссёр И. В. Ильинский — Улита
- 1982 — «Беседы при ясной луне» В. М. Шукшина. Автор инсценировки и режиссёр-постановщик: В. Н. Иванов — Квасова
- 1982 — «Ивушка неплакучая» М.Алексеева. Режиссёр-постановщик: А. Л. Матвеев, режиссёр В. Я. Мартенс — Орина
- 1983 — «Женитьба Бальзаминова» А.Островского, руководитель постановки Б. А. Львов-Анохин. Режиссёр-постановщик: В. К. Седов — Матрёна
- 1984 — «Ивушка неплакучая» М.Алексеева. Режиссёр-постановщик: А. Л. Матвеев, режиссёр В. Я. Мартенс — Матрёна Девеевна
- 1984 — «На всякого мудреца довольно простоты» А. Н. Островского. Режиссёр-постановщик: И. В. Ильинский, режиссёр В. Я. Мартенс — Манефа

### Роли в кино
- 1963 — Павлик Морозов — бабка
- 1976 — Ярмарка тщеславия — Пинер
- 1977 — Горе от ума — гостья
- 1978 — Пять вечеров — недовольная бабушка на телеграфе
- 1978 — Средство Макропулоса — уборщица
- 1980 — Сергей Иванович уходит на пенсию
- 1985 — Без вины виноватые — Галчиха
- 1986 — Женитьба Бальзаминова — Матрёна

## Награды
- Медаль «За трудовое отличие» (26 октября 1949 года) — за выдающиеся заслуги в развитии русского театрального искусства и в связи с 125-летием со дня основания Государственного ордена Ленина Академического Малого театра[2].